# Il Mare
Il Mare (Marea) (coreeană Siworae) este un film sud-coreean realizat de regizorul Lee Hyun-seung în anul 2000. 
Titlul filmului Il Mare: (în limba italiană Marea) reprezintă de altfel numele locației unde se desfășoară cu precădere întreaga acțiune a filmului.
În centru acțiunii se află Eun-joo (Gianna Jun) care aspiră să devină actriță de dublaj și un tânăr arhitect Sung-hyun (Lee Jung-jae).

## Vezi și
- Listă de filme fantastice din anii 2000